# Nervio fibular superficial
El nervio fibular superficial o nervio peroneo superficial, se encuentra en el miembro inferior humano y es una rama del nervio peroneo común que surge del mismo a nivel de la cara externa de la rodilla.
Su función motora consiste en inervar el músculo peroneo lateral largo y el músculo peroneo lateral corto que se encuentran en el sector externo de la pierna, entre la rodilla y el pie. La contracción de estos músculos provoca la eversión del pie y hace que la planta mire hacia afuera.
Sus ramas sensitivas son responsables de captar la sensibilidad de la región dorsal del pie.